# L'Arabe du futur
L'Arabe du futur est une série de romans graphiques autobiographiques de Riad Sattouf créée en 2014 et publiée par Allary Éditions. La série compte 6 tomes.

## Histoire
Dans le premier tome, Riad décrit la rencontre de ses parents à Paris, et leur installation en Libye, puis au village de Ter Maaleh en Syrie. Il pose les bases des thématiques principales de la série : l'image du père, le contexte géopolitique au Moyen-Orient de l'époque et le contraste entre les cultures et traditions européennes et orientales.
Dans le deuxième tome, il raconte particulièrement les conditions de sa vie d'écolier dans son village rural syrien Ter Maaleh avec le déroulement des cours, la violence des enseignants, les relations entre les enfants, l'antisémitisme, la place de la religion et de la politique dans le système scolaire ainsi que la pression scolaire exercée par son père.
Le troisième tome met l'accent sur les différences culturelles entre l'Orient et l'Occident : il évoque les évènements religieux comme Noël et le Ramadan, la question de la religion d'une façon générale (aussi bien musulmane que chrétienne) et le contexte de sa circoncision.
Le quatrième tome raconte principalement l'adolescence de l'auteur au cap Fréhel avec sa mère et ses frères, alors que son père, de plus en plus religieux, raciste et négationniste, vit seul en Arabie saoudite. Ce tome marque la césure définitive entre le père et le reste de la famille (chose qui avait déjà été préparée dans les tomes précédents), notamment en raison des divergences de pensées et de modes de vie qui les opposent.
Le cinquième tome relate la vie de la famille de l'auteur après l'enlèvement de Fadi, son plus jeune frère, par son père. Il raconte le déchirement entre sa vie « d'adolescent » englobant ses questionnements sur son avenir, son cercle social et sa découverte du sentiment amoureux, et sa vie de famille marquée par l'enlèvement de Fadi, les moyens mis en œuvre pour le retrouver et l'image du père salie.
Le sixième et dernier tome présente la vie artistique de Riad. Sa mère est toujours désespérée par l'enlèvement de son plus jeune fils Fadi. Son père absent continue à lui empoisonner la vie après son départ. Ce tome dévoile la résolution des drames qui ont secoué sa famille, jusqu'à la guerre en Syrie. On y découvre aussi son parcours d'étudiant, ses débuts au cinéma, et surtout comment il a réalisé son rêve de toujours : devenir un auteur de bandes dessinées. Ces années sont marquées par l'absence du père, dont la voix reste pourtant omniprésente tout au long du récit, sous la forme d'une petite bulle rouge coincée dans un coin de presque toutes les cases.

### Liste des volumes
1. Une jeunesse au Moyen-Orient (1978-1984), 15 mai 2014  (ISBN 978-2-37073-014-5)
2. Une jeunesse au Moyen-Orient (1984-1985), 11 juin 2015  (ISBN 978-2-37073-054-1)
3. Une jeunesse au Moyen-Orient (1985-1987), 6 octobre 2016  (ISBN 978-2-37073-094-7)
4. Une jeunesse au Moyen-Orient (1987-1992), 27 septembre 2018  (ISBN 978-2-37073-125-8)
5. Une jeunesse au Moyen-Orient (1992-1994), 5 novembre 2020  (ISBN 978-2-37073-352-8)
6. Une jeunesse au Moyen-Orient (1994-2011), 24 novembre 2022  (ISBN 978-2-37073-424-2)

## Réalisation

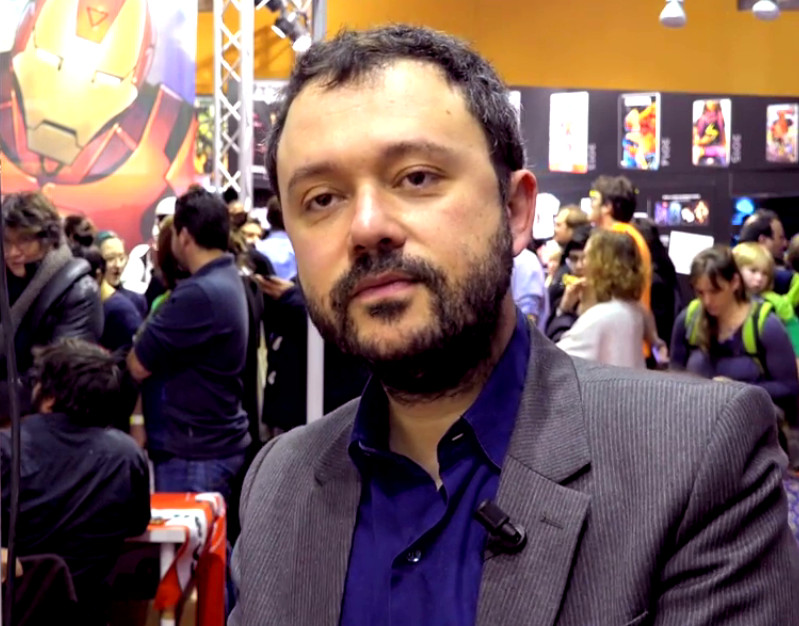
Riad Sattouf en 2017.

Même si la Syrie l'a longtemps inspiré dans son œuvre, c'est le déclenchement de la guerre civile syrienne qui pousse Riad Sattouf à concrétiser son projet,. Depuis l'échec commercial de son film Jacky au royaume des filles, il s'isole pour travailler cette histoire familiale qui lui tient à cœur et qu'il a du mal à raconter.
Il se base principalement sur ses souvenirs, et cela explique les références régulières aux odeurs et le point de vue enfantin.
La couleur dominante des illustrations et des pages de la bande dessinée varient en fonction du lieu de l'action : bleu pour la France, rose pour la Syrie et le Liban, jaune pour la Libye, vert clair pour Jersey, rouge pour la fiction, l'imaginaire ou les éléments violents. D'après Riad Sattouf, ce code couleur « s'est imposé assez facilement [...] ce sont les couleurs de l'émotion ».
Fin 2018, Riad Sattouf annonce que la série compterait finalement six volumes. Toutefois, en 2024, il publie Moi, Fadi, le frère volé, prolongeant le récit et d'ailleurs surtitré L'Arabe du futur.

## Réception critique
À sa sortie, le premier tome connait un succès critique. Il remporte différents prix, dont le Fauve d'or d’Angoulême.
En juin 2015, peu de temps après la sortie du tome 2, qualifié d'« excellente autobiographie » par Le Figaro, le volume est déjà annoncé comme un succès de librairie avec 75 000 exemplaires mis en place,.
En 2016, les deux premiers tomes se sont vendus à plus d'un million d'exemplaires (700 000 en France) et ont été traduits dans dix-sept langues.  
En France, une critique d'un universitaire publiée sur Orient XXI déplore que l’œuvre puisse renforcer certains stéréotypes concernant les Arabes. Nada Yafi écrit dans Plaidoyer pour la langue arabe, orient XXI Libertalia, 2023, p. 164, Laurent Bonnefoy a dévoilé la caricature d'un Arabe « sale, violent, arriéré, toujours bête, vulgaire, bigot et, bien sûr... antisémite », ce à quoi Sattouf répond qu'il caricature dans la même mesure les Français,. Un journaliste du New Yorker, dans un portrait consacré à Riad Sattouf, affirme toutefois que L'Arabe du futur est un livre très populaire chez les Syriens expatriés. Subhi Hadidi, un journaliste de gauche et d'opposition au régime syrien, affirme que Sattouf est « juste et fidèle à ce qu'il voit. Il n'embellit pas le réel ». Le poète syrien Adonis, pour sa part, dit que Sattouf « montre les choses telles qu'elles sont »[réf. souhaitée]. Le journaliste rencontre également plusieurs intellectuels algériens qui sont frappés par la ressemblance entre l'enfance de Sattouf et la leur dans l'Algérie de Boumédiène.
La réception critique dans le monde est excellente : le tome 2 est élu « roman graphique du mois » par le journal anglais The Guardian et le New York Times le qualifie d'« artistiquement exceptionnel ».
Dans la revue Caractère, la journaliste Isabelle Calvo-Duval rapporte qu'en 2015, les deux premiers tomes de la série se sont écoulés à 343 300 exemplaires, ce qui en fait les troisième et quatrième ouvrages les plus vendus de l'année (après Le Papyrus de César et Bienvenue en adolescence !).
En 2018, selon RTL, les ventes pour les trois premiers volumes représentent plus d'un million et demi d'exemplaires et les traductions existent dans vingt-deux langues, mais pas en arabe.

## Prix et distinctions
Tome 1
- Prix BD Stas/Ville de Saint-Étienne[19]
- Grand prix RTL de la bande dessinée 2014[19]
- Fauve d'or : prix du meilleur album au Festival d'Angoulême 2015[8]
- Finaliste Prix de la BD Fnac 2015[20]
- Los Angeles Book Prizes 2015 dans la catégorie Graphic Novel/comics[21],[22] pour la version américaine (The Arab of the Future: A Childhood in the Middle East, 1978-1984: A Graphic Memoir)
- Prix Sproing de la meilleure bande dessinée étrangère 2016[23] pour la version norvégienne ((no) Fremtidens araber)

Tome 2
- Sélection officielle Festival d'Angoulême 2016

Tome 3
- Sélection officielle Festival d'Angoulême 2017
- Prix Urhunden du meilleur album étranger 2018

Tome 4
- Sélection officielle Festival d'Angoulême 2019
- Prix d'excellence du Japan Media Arts Festival 2020[24]

## Traductions
Le tome 2 mentionnait des éditions en 15 langues : français, allemand, anglais, brésilien, catalan, coréen, danois, espagnol, finnois, italien, néerlandais, norvégien, polonais, portugais et suédois.
Le tome 3 ajoute 6 langues aux précitées : américain, croate, grec, russe, slovène et tchèque.
Le tome 4 ajoute à ces 21 langues le roumain et le serbe, mais ne mentionne plus le grec.
En 2024, l’Arabe du futur n’a toujours pas été traduit en arabe. 